# Kamanová
Kamanová és un poble i municipi d'Eslovàquia que es troba a la regió de Nitra, al sud-oest del país.
La primera menció escrita de la vila es remunta al 1419.

## Demografia
| Godina             | 1994 | 2004   | 2014   | 2024   |
| ------------------ | ---- | ------ | ------ | ------ |
| Nombre de persones | 573  | 619    | 604    | 596    |
| Diferència         |      | +8,02% | −2,42% | −1,32% |

| Godina             | 2023 | 2024   |
| ------------------ | ---- | ------ |
| Nombre de persones | 605  | 596    |
| Diferència         |      | −1,48% |